# Línea 441 (Interurbanos Madrid)
La línea 441 de la red de autobuses interurbanos de Madrid une el intercambiador de Plaza Elíptica con el Sector III de Getafe.

## Características
Tarda 45 minutos aproximadamente entre ambas cabeceras.
Desde su creación hasta el 19 de enero de 2008, la línea iniciaba recorrido en Atocha junto a la línea 442, cuando se trasladó su cabecera al nuevo intercambiador de Plaza Elíptica. Desde entonces Plaza Elíptica y Atocha quedan conectados mediante la nueva línea E1 de la EMT.
La línea no mantiene los mismos horarios todo el año, desde el 1 al 31 de agosto se reducen el número de expediciones, además de los días excepcionales vísperas de festivo y festivos de Navidad en los que los horarios también cambian y se reducen.
Está operada por la empresa Avanza Movilidad Integral mediante la concesión administrativa VCM-402 - Madrid – Getafe – Alcorcón (Viajeros Comunidad de Madrid) del Consorcio Regional de Transportes de Madrid.

## Horarios
| Lunes a viernes laborables (1 de septiembre - 31 de julio)                            |
| A 5:45                                                                                |
| De 6:00 a 8:58 cada 12-20 minutos                                                     |
| De 9:08 a 22:32 cada 12 minutos                                                       |
| A 22:45 - 23:00 - 23:20 - 23:35 - 23:50 - 0:10 - 0:25 - 0:50                          |
| Servicio lanzadera a Universidad Carlos III (Getafe)                                  |
| A 13:40 - 14:14 - 14:26 - 14:50 - 15:02 - 15:26 - 15:38 - 16:02 - 16:14               |
| 16:38 - 16:50 - 17:14 - 17:26 - 17:50 - 18:02 - 18:26 - 18:38 - 19:02 - 19:14 - 19:36 |
| Lunes a viernes laborables (Agosto)                                                   |
| A 5:40                                                                                |
| De 6:00 a 8:11 cada 14-20 minutos                                                     |
| De 8:24 a 22:16 cada 13 minutos                                                       |
| De 22:30 a 23:45 cada 15-20 minutos                                                   |
| A 0:10 - 0:35 - 1:00                                                                  |
| Sábados laborables (1 de septiembre - 31 de julio)                                    |
| A 5:40                                                                                |
| De 6:05 a 23:00 cada 15-20 minutos                                                    |
| A 23:00 - 23:20 - 23:40 - 24:00 - 0:20 - 0:40 - 1:00                                  |
| Sábados laborables (Agosto)                                                           |
| A 5:40                                                                                |
| De 6:05 a 7:54 cada 15-20 minutos                                                     |
| De 8:09 a 22:01 cada 16 minutos                                                       |
| De 22:20 a 24:00 cada 20 minutos                                                      |
| A 0:20 - 0:40 - 1:00                                                                  |
| Domingos y festivos (1 de septiembre - 31 de julio)                                   |
| A 6:35 - 7:00 - 7:30                                                                  |
| De 8:00 a 24:00 cada 18-20 minutos                                                    |
| A 0:20 - 0:45                                                                         |
| Domingos y festivos (Agosto)                                                          |
| A 6:35 - 7:00                                                                         |
| De 7:30 a 23:30 cada 20 minutos                                                       |
| A 23:55 - 0:20 - 0:50                                                                 |

| Lunes a viernes laborables (1 de septiembre - 31 de julio)                               |
| A 5:05                                                                                   |
| De 5:25 a 7:15 cada 13-15 minutos                                                        |
| De 7:28 a 21:16 cada 12 minutos                                                          |
| De 21:30 a 23:10 cada 15-20 minutos                                                      |
| A 23:35 - 23:55 - 0:15                                                                   |
| Servicio lanzadera desde Universidad Carlos III (Getafe, calle Madrid) (paso aproximado) |
| A 13:54 - 14:28 - 14:40 - 15:04 - 15:16 - 15:40 - 15:52 - 16:16 - 16:28                  |
| 16:52 - 17:04 - 17:28 - 17:40 - 18:04 - 18:16 - 18:40 - 18:52 - 19:16 - 19:28 - 19:52    |
| Lunes a viernes laborables (Agosto)                                                      |
| A 5:00 - 5:20 - 5:40 - 6:00 - 6:15 - 6:30                                                |
| De 6:44 a 21:15 cada 12-15 minutos                                                       |
| De 21:32 a 23:05 cada 16-20 minutos                                                      |
| A 23:35 - 23:55 - 0:15                                                                   |
| Sábados laborables (1 de septiembre - 31 de julio)                                       |
| A 5:05                                                                                   |
| De 5:25 a 6:45 cada 20 minutos                                                           |
| A 7:00                                                                                   |
| De 7:13 a 21:43 cada 15 minutos                                                          |
| A 22:00 - 22:20 - 22:40 - 23:05 - 23:20 - 23:40 - 24:00 - 0:20                           |
| Sábados laborables (Agosto)                                                              |
| A 5:05                                                                                   |
| De 5:30 a 8:00 cada 15 minutos                                                           |
| De 8:16 a 21:20 cada 16 minutos                                                          |
| De 21:40 a 23:20 cada 20 minutos                                                         |
| A 23:40 - 0:00 - 0:20                                                                    |
| Domingos y festivos (1 de septiembre - 31 de julio)                                      |
| A 6:00 - 6:25                                                                            |
| De 6:50 a 22:30 cada 18-20 minutos                                                       |
| A 22:55 - 23:20 - 23:45 - 0:15                                                           |
| Domingos y festivos (agosto)                                                             |
| A 5:55 - 6:20 - 6:45                                                                     |
| De 7:10 a 22:30 cada 20 minutos                                                          |
| A 22:55 - 23:20 - 23:45 - 0:15                                                           |

## Recorrido y paradas

### Sentido Getafe
| Código | Parada                                        | Común con                                 | Conexiones con Metro y Cercanías | Municipio | Zona |
| ------ | --------------------------------------------- | ----------------------------------------- | -------------------------------- | --------- | ---- |
| 17042  | Intercambiador de Plaza Elíptica (dársena 16) |                                           | Plaza Elíptica                   | Madrid    |      |
| 05349  | Tanatorio Sur                                 | SE702 442 443 444 446 460 461 463 464 469 |                                  | Madrid    |      |
| 07641  | Ctra. A42 - Pol. Ind. Prado Overa             | 442 443 444 446 460 461 463 464 469 470   |                                  | Madrid    |      |
| 07645  | Ctra. A42 - Fundición                         | 461                                       |                                  | Madrid    |      |
| 08296  | Madrid - Pza. Victoria Kent                   | 428 442 455 488                           |                                  | Getafe    |      |
| 08293  | Madrid - Universidad                          | 428 442 448 455 488                       |                                  | Getafe    |      |
| 08291  | Madrid - Pizarro                              | 448 450                                   |                                  | Getafe    |      |
| 08290  | San José Calasanz - Serranillos               | 448 450 455 462 1 3 6                     |                                  | Getafe    |      |
| 08284  | General Pingarrón - Colegio                   | 447 448 450 455 462 1 3 4 6 Pi1 Pi2       | Getafe Central                   | Getafe    |      |
| 08349  | Pza. Cuestas - Uned                           |                                           |                                  | Getafe    |      |
| 08279  | Lisboa - Guardia Civil                        |                                           |                                  | Getafe    |      |
| 17895  | Ferrocarril - Est. Antonio de Mendoza         | 444 1 7                                   | Alonso de Mendoza                | Getafe    |      |
| 17901  | Ferrocarril - Centro de Salud                 | 444 1                                     |                                  | Getafe    |      |
| 08255  | Av. Juan Carlos I - Centro Salud Mental       | 444 1 2                                   |                                  | Getafe    |      |
| 08257  | Av. Juan Carlos I - C. C. Getafe 3            | 444 1 2                                   |                                  | Getafe    |      |
| 19206  | Av. Arcas del Agua - Vereda del Camuerzo      |                                           |                                  | Getafe    |      |
| 19209  | Av. Manuel Azaña - P.º Juan Hernández Sarabia | 5                                         |                                  | Getafe    |      |
| 20020  | Av. Manuel Azaña - Av. Luis Araquistain       | 5                                         |                                  | Getafe    |      |
| 08261  | Av. Juan Carlos I - Descubrimiento            | 2 5                                       |                                  | Getafe    |      |
| 08262  | Av. Juan Carlos I - Fuente Antón Merlo        | 2                                         |                                  | Getafe    |      |
| 08282  | P.º Juan José Rosón - Parque Municipal        | 2                                         |                                  | Getafe    |      |
| 08342  | P.º Juan José Rosón - Ciencias                | 2                                         |                                  | Getafe    |      |
| 09937  | P.º Juan José Rosón - Est. Arroyo Culebro     | 2                                         | Arroyo Culebro                   | Getafe    |      |
| 19013  | P.º Juan José Rosón - Est. Arroyo Culebro     |                                           | Arroyo Culebro                   | Getafe    |      |

### Sentido Madrid
| Código | Parada                                        | Común con                               | Conexiones con Metro | Municipio | Zona |
| ------ | --------------------------------------------- | --------------------------------------- | -------------------- | --------- | ---- |
| 19013  | P.º Juan José Rosón - Est. Arroyo Culebro     |                                         | Arroyo Culebro       | Getafe    |      |
| 08343  | Sda. P. Charlie Rivel - Alto de La Pedriza    | 2                                       |                      | Getafe    |      |
| 20446  | Av. Juan Carlos I - San Mauricio              | 2                                       |                      | Getafe    |      |
| 08344  | Av. Juan Carlos I - Apolo                     | 2                                       |                      | Getafe    |      |
| 08285  | Av. Juan Carlos I - Teseo                     | 2                                       |                      | Getafe    |      |
| 20426  | Av. Isabel de Palencia - Lina Odena           | 5                                       |                      | Getafe    |      |
| 19212  | Av. Manuel Azaña - P.º María Lejárraga        | 5                                       |                      | Getafe    |      |
| 19210  | Av. Manuel Azaña - P.º Ignacio H. De Cisneros | 5                                       |                      | Getafe    |      |
| 19207  | Av. Arcas Del Agua - Vereda del Camuerzo      |                                         |                      | Getafe    |      |
| 08258  | Av. Juan Carlos I - C. C. Getafe 3            | 444 1 2                                 |                      | Getafe    |      |
| 08256  | Av. Juan Carlos I - Centro Salud Mental       | 444 1 2                                 |                      | Getafe    |      |
| 08243  | Greco - Est. Alonso de Mendoza                | 462 1 7                                 | Alonso de Mendoza    | Getafe    |      |
| 08280  | Toledo - Ermita San Isidro                    | 462 1 6                                 |                      | Getafe    |      |
| 08301  | Pinto - José Ortega Heredia Manzanita         | 462 1 6                                 |                      | Getafe    |      |
| 08348  | Magdalena - Arboleda                          | 448 450 3                               |                      | Getafe    |      |
| 06348  | Magdalena - Pza. Canto Redondo                | 448 450 3                               |                      | Getafe    |      |
| 09941  | Av. Juan de la Cierva - Pza. España           | 448 450 6                               |                      | Getafe    |      |
| 08292  | Madrid - Daoiz                                | 442 448 488                             |                      | Getafe    |      |
| 08294  | Madrid - Universidad                          | 428 442 448 488                         |                      | Getafe    |      |
| 08297  | Madrid - Pza. Victoria Kent                   | 428 442 443 488                         |                      | Getafe    |      |
| 07644  | Ctra. A42 - Fundición                         | 461                                     |                      | Madrid    |      |
| 07640  | Ctra. A42 - Pol. Ind. Prado Overa             | 442 443 444 446 460 461 463 464 469 470 |                      | Madrid    |      |
| 05687  | Avenida de los Poblados - Carretera Toledo    | 155 442 443 444 446 460 461 463 464 469 |                      | Madrid    |      |
| 17042  | Intercambiador de Plaza Elíptica (dársena 16) |                                         | Plaza Elíptica       | Madrid    |      |